# Hongshu Bay Metro Station Tower 1
 (mai 2025).
La Hongshu Bay Metro Station Tower 1 est un gratte-ciel en construction à Shenzhen en Chine. Il s'élèvera à 400 mètres. 